# Ceroctis submarginata
Ceroctis submarginata là một loài bọ cánh cứng trong họ Meloidae. Loài này được Pic mô tả khoa học năm 1931.